# Семениці
Семениці (пол. Siemienice) — село в Польщі, у гміні Кшижанув Кутновського повіту Лодзинського воєводства.
Населення — 248 осіб (2011).
У 1975-1998 роках село належало до Плоцького воєводства.

## Демографія
Демографічна структура станом на 31 березня 2011 року:
|          | Загалом | Допрацездатний вік | Працездатний вік | Постпрацездатний вік |
| -------- | ------- | ------------------ | ---------------- | -------------------- |
| Чоловіки | 128     | 24                 | 93               | 11                   |
| Жінки    | 120     | 31                 | 61               | 28                   |
| Разом    | 248     | 55                 | 154              | 39                   |